# Normativismo

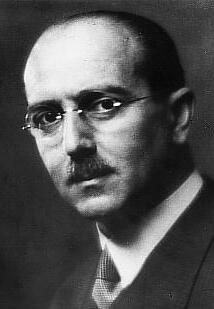
Hans Kelsen è considerato l'esponente del normativismo giuridico

Il normativismo è la concezione secondo cui il diritto è composto di norme. Non si tratta di una specifica teoria del diritto quanto di una posizione comune a molte correnti del pensiero giuridico moderno. Secondo le teorie normativistiche della scienza giuridica, il diritto è un insieme di norme, intese da Hans Kelsen come entità non-fattuali, collocate nel regno del Sollen ("ciò che deve essere"), distinto e indipendente dal regno del Sein ("ciò che è"); pertanto, la scienza giuridica è una scienza normativa, nel senso che ha ad oggetto norme, non fatti, e nel senso che si esprime mediante un linguaggio normativo (cioè deontico). Intesa in questo modo, la scienza giuridica è nettamente distinta dalle scienze politiche e sociali. 
Secondo il normativismo giuspositivista le norme sono giuridiche in quanto riconducibili a una norma superiore che ne autorizza la produzione. Nei sistemi dinamici (cioè che mutano nel tempo, come il diritto positivo) si tratta di una derivazione formale, non contenutistica: la norma superiore autorizza la produzione delle norme inferiori, ma non ne predetermina necessariamente il contenuto. Tutto il diritto, quindi, sarebbe fondato su un nucleo originario, un fondamento formale di validità, concepito diversamente da diversi filosofi del diritto.  
Così Hans Kelsen definisce questo elemento originario "norma fondamentale" (Grundnorm), intesa come norma la cui validità è "presupposta" dalla scienza giuridica al fine di concepire come valido (cioè obbligatorio) il diritto generalmente efficace. Herbert Hart chiama la norma che stabilisce i supremi criteri di validità dell'ordinamento giuridico "norma di riconoscimento" (rule of recognition) e afferma che essa risulta dalla prassi dei tribunali e dei funzionari che, per determinare quali norme appartengano all'ordinamento, usano criteri comuni. Pertanto, mentre per Kelsen la norma fondamentale è un presupposto della conoscenza giuridica, una "ipotesi" che la scienza giuridica assume per poter concepire come valido il proprio oggetto, per Hart la regola di riconoscimento è un fatto, una consuetudine dei giudici e dei funzionari che accettano determinati criteri per formulare i giudizi di validità (nella terminologia di Hart, adottano un "punto di vista interno" alla regola di riconoscimento). 
Il normativismo così inteso è generalmente contrapposto all'istituzionalismo, che concepisce il diritto non solo come insieme di norme, ma anche come organizzazione sociale e fatto politico (posizione assunta, tra gli altri, da Santi Romano, Costantino Mortati e Carl Schmitt); è contrapposto al realismo giuridico, che intende la scienza giuridica come scienza sociale avente ad oggetto i processi di produzione, interpretazione e applicazione del diritto. Infine, il normativismo giuspositivista si distingue dal giusnaturalismo, secondo il quale il diritto è necessariamente composto da norme di natura non solo giuridica ma anche morale (teoria che ha avuto un'influente riformulazione contemporanea nell'opera di Ronald Dworkin). 